# Salacia (växter)
Salacia är ett släkte av benvedsväxter. Salacia ingår i familjen Celastraceae.

## Bildgalleri

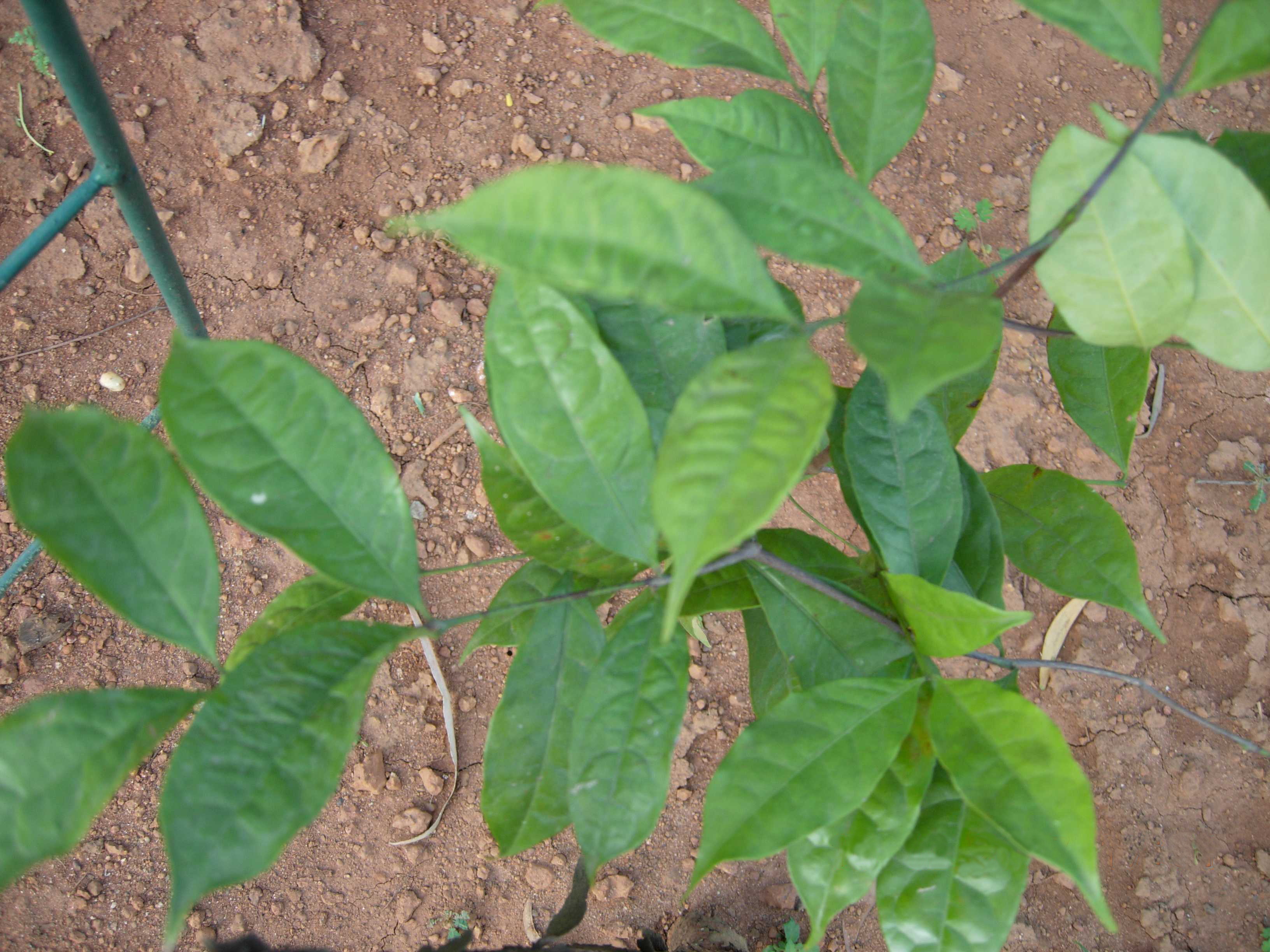

## Dottertaxa tillSalacia, i alfabetisk ordning[1]
- Salacia acevedoi
- Salacia adolfi-friderici
- Salacia agasthiamalana
- Salacia alata
- Salacia alveolata
- Salacia alwynii
- Salacia amplectens
- Salacia amplifolia
- Salacia aneityensis
- Salacia annettae
- Salacia arborea
- Salacia aurantiaca
- Salacia bangalensis
- Salacia beddomei
- Salacia belingana
- Salacia blepharophora
- Salacia brunoniana
- Salacia bullata
- Salacia bussei
- Salacia callensii
- Salacia caloneura
- Salacia capitulata
- Salacia castaneifolia
- Salacia cauliflora
- Salacia cerasifera
- Salacia chinensis
- Salacia chlorantha
- Salacia cochinchinensis
- Salacia columna
- Salacia confertiflora
- Salacia congolensis
- Salacia conrauii
- Salacia cordata
- Salacia cornifolia
- Salacia coronata
- Salacia crassifolia
- Salacia cymosa
- Salacia debilis
- Salacia densiflora
- Salacia dewevrei
- Salacia devredii
- Salacia diandra
- Salacia dicarpellata
- Salacia dimidia
- Salacia diplasia
- Salacia disepala
- Salacia dongnaiensis
- Salacia dusenii
- Salacia ekoka
- Salacia elegans
- Salacia elliptica
- Salacia erecta
- Salacia erythrocarpa
- Salacia euphlebia
- Salacia eurypetala
- Salacia exsculpta
- Salacia ferrifodina
- Salacia fimbrisepala
- Salacia finlaysonii
- Salacia forsteriana
- Salacia fruticosa
- Salacia gabunensis
- Salacia gagnepainiana
- Salacia gambleana
- Salacia garcinioides
- Salacia germainii
- Salacia gerrardii
- Salacia gigantea
- Salacia glaucifolia
- Salacia godefroyana
- Salacia grandiflora
- Salacia grandifolia
- Salacia hainanensis
- Salacia hallei
- Salacia hamputensis
- Salacia hispida
- Salacia howesii
- Salacia impressifolia
- Salacia insignis
- Salacia intermedia
- Salacia ituriensis
- Salacia jenkinsii
- Salacia juruana
- Salacia kalahiensis
- Salacia kanukuensis
- Salacia khasiana
- Salacia kivuensis
- Salacia klainei
- Salacia korthalsiana
- Salacia kraussii
- Salacia krigsneri
- Salacia lateritia
- Salacia laurentii
- Salacia laurifolia
- Salacia lebrunii
- Salacia ledermannii
- Salacia lehmbachii
- Salacia lenticellosa
- Salacia leptoclada
- Salacia le-testui
- Salacia letouzeyana
- Salacia leucoclada
- Salacia loloensis
- Salacia longipedicellata
- Salacia longipes
- Salacia lovettii
- Salacia lucida
- Salacia luebbertii
- Salacia maburensis
- Salacia macrantha
- Salacia macrocremastra
- Salacia macrophylla
- Salacia macrosperma
- Salacia madagascariensis
- Salacia maingayi
- Salacia majumdarii
- Salacia malabarica
- Salacia mamba
- Salacia mannii
- Salacia marginata
- Salacia maudouxii
- Salacia mayumbensis
- Salacia mennegana
- Salacia miegei
- Salacia miqueliana
- Salacia mosenii
- Salacia multiflora
- Salacia myrtifolia
- Salacia ndakala
- Salacia negrensis
- Salacia nemorosa
- Salacia nitida
- Salacia nitidissima
- Salacia noronhioides
- Salacia oblonga
- Salacia oblongifolia
- Salacia obovatilimba
- Salacia odorata
- Salacia oliveriana
- Salacia opacifolia
- Salacia orientalis
- Salacia owabiensis
- Salacia ovalis
- Salacia pachycarpa
- Salacia pachyphylla
- Salacia pallens
- Salacia pallescens
- Salacia panamensis
- Salacia papuana
- Salacia petenensis
- Salacia phuquocensis
- Salacia pierrei
- Salacia platyphylla
- Salacia polyantha
- Salacia polysperma
- Salacia preussii
- Salacia pynaertii
- Salacia pyriformioides
- Salacia pyriformis
- Salacia quadrangulata
- Salacia regeliana
- Salacia rehmannii
- Salacia reticulata
- Salacia rhodesiaca
- Salacia rivularis
- Salacia rostrata
- Salacia rufescens
- Salacia salacioides
- Salacia senegalensis
- Salacia sessiliflora
- Salacia smaliana
- Salacia solimoesensis
- Salacia sororia
- Salacia spectabilis
- Salacia staudtiana
- Salacia stuhlmanniana
- Salacia subalternifolia
- Salacia subicterica
- Salacia talbotii
- Salacia tessmannii
- Salacia togoica
- Salacia tortuosa
- Salacia tuberculata
- Salacia typhina
- Salacia vellaniana
- Salacia venosa
- Salacia wenzelii
- Salacia vernicosa
- Salacia verrucosa
- Salacia whytei
- Salacia villiersii
- Salacia viminea
- Salacia viridiflora
- Salacia vitiensis
- Salacia volubilis
- Salacia wrightii
- Salacia zenkeri